# Uganda na Letnich Igrzyskach Olimpijskich 2000
Uganda na Letnich Igrzyskach Olimpijskich 2000 – występ kadry sportowców reprezentujących Ugandę na igrzyskach olimpijskich w Sydney. Reprezentacja liczyła 13 zawodników – 9 mężczyzn i 4 kobiety.
Był to jedenasty występ reprezentacji Ugandy na letnich igrzyskach olimpijskich.

## Reprezentanci

### Boks
| Zawodnik         | Konkurencja    | 1/16              | 1/8              | Ćwierćfinał      | Półfinał         | Finał            | Finał   | Źródło |
| Zawodnik         | Konkurencja    | Przeciwnik Wynik  | Przeciwnik Wynik | Przeciwnik Wynik | Przeciwnik Wynik | Przeciwnik Wynik | Miejsce | Źródło |
| ---------------- | -------------- | ----------------- | ---------------- | ---------------- | ---------------- | ---------------- | ------- | ------ |
| Muhamed Kizito   | waga papierowa | Stapovičius P 3-9 | NQ               | NQ               | NQ               | NQ               | 17.     | [ 1 ]  |
| Jackson Asiko    | waga musza     | Lerio P RSC       | NQ               | NQ               | NQ               | NQ               | 17.     | [ 2 ]  |
| Abdu Tebazalwa   | waga kogucia   | Morales P 8-13    | NQ               | NQ               | NQ               | NQ               | 17.     | [ 3 ]  |
| Kassim Napa Adam | waga piórkowa  | Turgʻunov P 3-12  | NQ               | NQ               | NQ               | NQ               | 17.     | [ 4 ]  |

### Lekkoatletyka
Mężczyźni
| Zawodnik     | Konkurencja    | Eliminacje | Eliminacje | Ćwierćfinał | Ćwierćfinał | Półfinał | Półfinał | Finał   | Finał   | Źródło |
| Zawodnik     | Konkurencja    | Wynik      | Miejsce    | Wynik       | Miejsce     | Wynik    | Miejsce  | Wynik   | Miejsce | Źródło |
| ------------ | -------------- | ---------- | ---------- | ----------- | ----------- | -------- | -------- | ------- | ------- | ------ |
| Davis Kamoga | bieg na 400 m  | 45,92      | 32. Q      | 45,74       | 25.         | NQ       | NQ       | NQ      | NQ      | [ 5 ]  |
| Paskar Owor  | bieg na 800 m  | 1:49,99    | 51.        | —           | —           | NQ       | NQ       | NQ      | NQ      | [ 6 ]  |
| Julius Achon | bieg na 1500 m | 3:39,40    | 15. q      | —           | —           | 3:40,32  | 15.      | NQ      | NQ      | [ 7 ]  |
| Alex Malinga | maraton        | —          | —          | —           | —           | —        | —        | 2:24:53 | 57.     | [ 8 ]  |

Kobiety
| Zawodniczka   | Konkurencja   | Eliminacje | Eliminacje | Ćwierćfinał | Ćwierćfinał | Półfinał | Półfinał | Finał | Finał   | Źródło |
| Zawodniczka   | Konkurencja   | Wynik      | Miejsce    | Wynik       | Miejsce     | Wynik    | Miejsce  | Wynik | Miejsce | Źródło |
| ------------- | ------------- | ---------- | ---------- | ----------- | ----------- | -------- | -------- | ----- | ------- | ------ |
| Grace Birungi | bieg na 800 m | 2:03,32    | 25.        | —           | —           | NQ       | NQ       | NQ    | NQ      | [ 9 ]  |

### Łucznictwo
Kobiety
| Zawodniczka        | Konkurencja   | Runda rankingowa | Runda rankingowa | 1/32                | 1/16                | 1/8                 | Ćwierćfinał         | Półfinał            | Finał/BM            | Finał/BM | Źródło |
| Zawodniczka        | Konkurencja   | Punkty           | Rozstawienie     | Przeciwniczka Wynik | Przeciwniczka Wynik | Przeciwniczka Wynik | Przeciwniczka Wynik | Przeciwniczka Wynik | Przeciwniczka Wynik | Pozycja  | Źródło |
| ------------------ | ------------- | ---------------- | ---------------- | ------------------- | ------------------- | ------------------- | ------------------- | ------------------- | ------------------- | -------- | ------ |
| Margaret Tumusiime | indywidualnie | 474              | 64.              | Kim S-n P 124-164   | NQ                  | NQ                  | NQ                  | NQ                  | NQ                  | 33.      | [ 10 ] |

### Pływanie
Mężczyźni
| Zawodnik     | Konkurencja             | Eliminacje | Eliminacje | Półfinał | Półfinał | Finał | Finał   | Źródło |
| Zawodnik     | Konkurencja             | Czas       | Miejsce    | Czas     | Miejsce  | Czas  | Miejsce | Źródło |
| ------------ | ----------------------- | ---------- | ---------- | -------- | -------- | ----- | ------- | ------ |
| Joe Atuhaire | 100 m stylem klasycznym | 1:22,35    | 65.        | NQ       | NQ       | NQ    | NQ      | [ 11 ] |

Kobiety
| Zawodniczka   | Konkurencja           | Eliminacje | Eliminacje | Półfinał | Półfinał | Finał | Finał   | Źródło |
| Zawodniczka   | Konkurencja           | Czas       | Miejsce    | Czas     | Miejsce  | Czas  | Miejsce | Źródło |
| ------------- | --------------------- | ---------- | ---------- | -------- | -------- | ----- | ------- | ------ |
| Supra Singhal | 100 m stylem dowolnym | 1:08,15    | 52.        | NQ       | NQ       | NQ    | NQ      | [ 12 ] |

### Tenis stołowy
Kobiety
| Zawodniczka | Konkurencja | Faza grupowa        | Faza grupowa        | Faza grupowa | 1/16                | 1/8                 | Ćwierćfinał         | Półfinał            | Finał/BM            | Finał/BM | Źródło |
| Zawodniczka | Konkurencja | Przeciwniczki Wynik | Przeciwniczki Wynik | Miejsce      | Przeciwniczki Wynik | Przeciwniczki Wynik | Przeciwniczki Wynik | Przeciwniczki Wynik | Przeciwniczki Wynik | Miejsce  | Źródło |
| ----------- | ----------- | ------------------- | ------------------- | ------------ | ------------------- | ------------------- | ------------------- | ------------------- | ------------------- | -------- | ------ |
| Mary Musoke | singel      | Palina P 0-3        | Song A S P 0-3      | 3.           | NQ                  | NQ                  | NQ                  | NQ                  | NQ                  | NQ       | [ 13 ] |